# Topelia
Topelia is een geslacht in de familie Stictidaceae. De typesoort is Topelia rosea.

## Soorten
Volgens Index Fungorum telt dit geslacht elf soorten (peildatum december 2021):
| Soortnaam             | Auteur(s)                          | Publicatiejaar |
| --------------------- | ---------------------------------- | -------------- |
| Topelia aperiens      | P.M. Jørg. & Vězda                 | 1984           |
| Topelia argentinensis | Aptroot, L.I. Ferraro & M. Cáceres | 2015           |
| Topelia brittonii     | (Riddle) H. Mayrhofer              | 1987           |
| Topelia californica   | P.M. Jørg. & Vězda                 | 1984           |
| Topelia gyalectodes   | (Nyl.) B.D. Ryan & Lumbsch         | 2007           |
| Topelia heterospora   | (Zahlbr.) P.M. Jørg. & Vězda       | 1984           |
| Topelia jasonhurii    | Lőkös, Farkas & S.Y. Kondr.        | 2013           |
| Topelia loekoesiana   | S.Y. Kondr., J.-J. Woo & Hur       | 2018           |
| Topelia nimisiana     | Tretiach & Vězda                   | 1992           |
| Topelia rosea         | (Servít) P.M. Jørg. & Vězda        | 1984           |
| Topelia tetraspora    | Aptroot & M. Cáceres               | 2015           |